# Conquest (konwent)
ConQuest – konwent miłośników gier i fantastyki, który odbywał się w Krakowie w latach 2003-2005. Kolejne edycje gromadziły od 400 do 700 uczestników.
Pierwszy konwent w Polsce, który prowadził aktywną promocję w internecie. W akcjach promocyjnych wykorzystywana była „wirtualna fanka” Qiunia – narysowana przez Bartosza Minkiewicza (autora komiksu Wilq). Organizowany był przez grupę niezależnych fanów, którzy organizowali wcześniej inne krakowskie konwenty: m.in. Maciej "repek" Reputakowski-Madej, Magdalena Madej-Reputakowska, Michał Madej i Michał 'Puszon' Stachyra. Później trzon tej grupy stworzył konwent ConStar.
Na konwencie wprowadzono nowatorskie punkty programu – takie jak „Sławy fandomu gotują” czy warsztaty filmowe, na których reżyser Stanisław Mąderek nakręcił filmowe parodie Wiedźmina i Władcy Pierścieni. Uczestnicy konwentów otrzymywali darmowe gry – karcianą Fandoom oraz fabularną System Q-10.